# آرادو آر ۱۹۹
آرادو آر ۱۹۹ (به انگلیسی: Arado_Ar_199) یک هواگرد از نوع هواپیمای آموزشی و پیش‌نمونه ساخت شرکت آرادو فلوکتسایک‌ورک در آلمان است. هواگرد آرادو آر ۱۹۹ نخستین پروازش را در 1939 میلادی انجام داد. در مجموع، تعداد ۲ فروند از این هواگرد ساخته شده‌است.